# Canthium oblongum
Canthium oblongum är en måreväxtart som först beskrevs av Theodoric Valeton, och fick sitt nu gällande namn av Ryozo Kanehira. Canthium oblongum ingår i släktet Canthium och familjen måreväxter. Inga underarter finns listade i Catalogue of Life.